# Conclave de 1799-1800
O Conclave de 1799–1800 seguiu a morte do Papa Pio VI em 29 de agosto de 1799 e levou à seleção como papa de Barnaba Niccolò Maria Luigi Chiaramonti, que recebeu o nome de Papa Pio VII em 14 de março de 1800. Este conclave foi realizado na ilha de San Giorgio Maggiore, em Veneza e foi a última a ocorrer fora de Roma. Este período foi marcado pela incerteza para o Papa e a Igreja Católica Romana após a invasão dos Estados Papais e o sequestro de Pio VI sob o Diretório Francês.

## Contexto histórico

### Papa Pio VI
O reinado de Pio VI foi marcado por uma tensão entre sua autoridade e a dos monarcas europeus e outras instituições, tanto seculares quanto eclesiásticas. Isso ocorreu em grande parte devido às suas pretensões moderadas, liberais e reformistas. No início de seu pontificado, ele prometeu continuar o trabalho de seu antecessor, o Papa Clemente XIV, em cujo breve mandado de 1773, Dominus ac Redemptor, foi anunciada a dissolução da Companhia de Jesus. Os poderes pró-jesuítas permaneceram em apoio de Pio, achando-o secretamente mais inclinado à sociedade do que Clemente. O arquiduque da Áustria se mostrou uma ameaça quando seu governante, o imperador José II, fez reformas internas que conflitavam com parte do poder do papado. Além disso, os arcebispos alemães mostraram independência no Congresso de Ems de 1786 , mas logo foram colocados em linha.
No início da Revolução Francesa, Pio foi obrigado a ver a Igreja Gallican independente suprimida, as posses pontificiais e eclesiásticas na França confiscadas, e uma efígie de si mesma queimada pela população no Palais Royal. O assassinato do agente republicano Hugo Basseville nas ruas de Roma (janeiro de 1793) deu novos motivos de ofensa; a corte papal foi acusada de cumplicidade pela Convenção francesa, e Pio participou da Primeira Coalizão contra a Primeira República Francesa.

### O estado da See

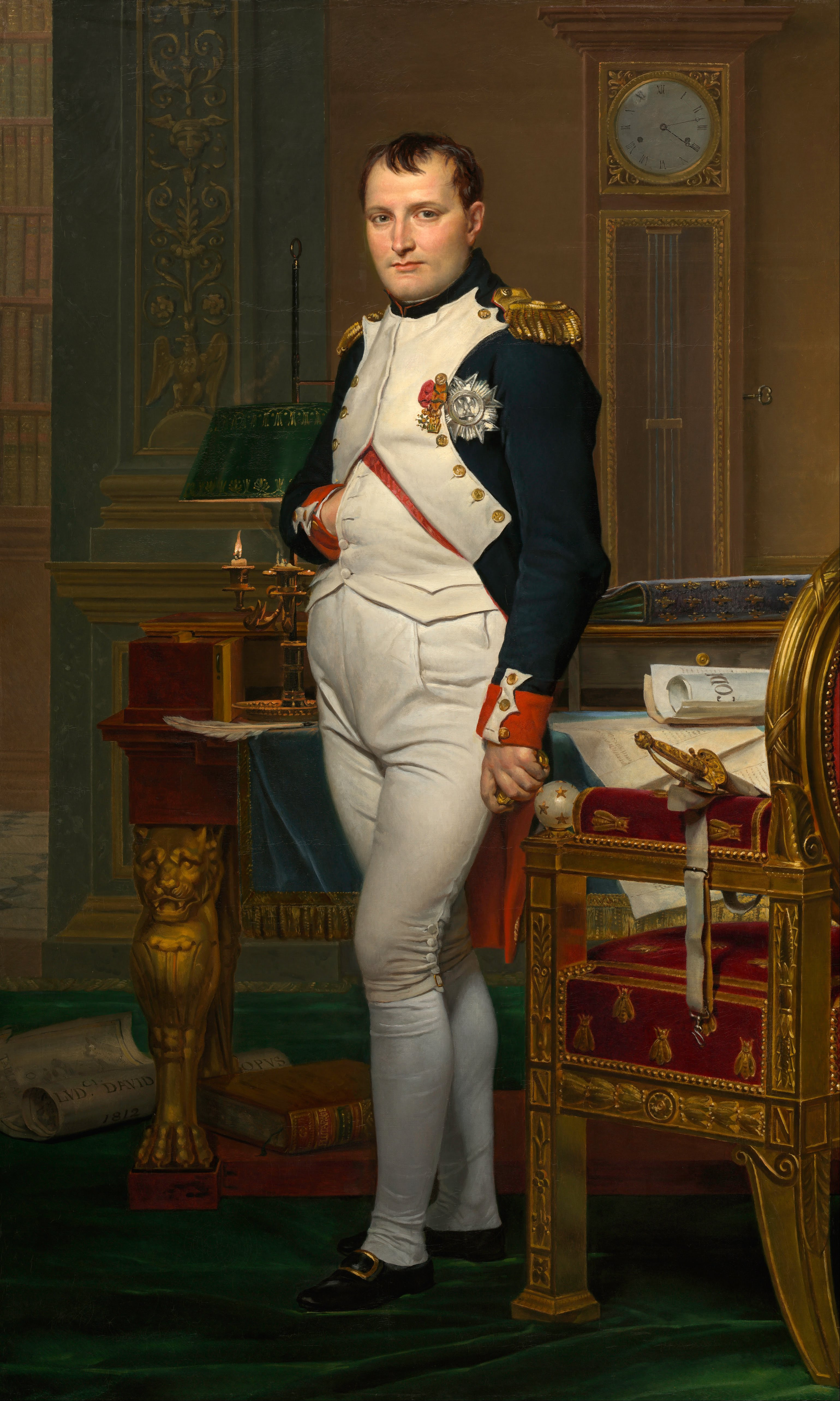
Napoleão Bonaparte

Em 1796 Napoleão Bonaparte invadiu a Península Itálica, derrotou as tropas papais e ocupou Ancona e Loreto. Ele não continuou e conquistou Roma, como o Diretório Francês ordenou, ciente de que isso não seria um favor para as populações francesa e italiana. Pio processou a paz, concedida em Tolentino em 19 de fevereiro de 1797. O Tratado de Tolentino transferiu Romagna para a recém-formada República Cispadane de Bonaparte (fundada em dezembro de 1796, resultante de uma fusão de Reggio, Modena, Bolonha e Ferrara) na esperança de que os franceses não continuassem a perseguir as terras papais. Várias reformas foram feitas nas regiões controladas pela França, onde muitas propriedades da Igreja foram confiscadas.
Alguns fatores levaram à ocupação completa de Roma pelos franceses. Em primeiro lugar, a entrada do exército russo no norte da Itália empurrou os franceses de volta. Em segundo lugar, em 28 de dezembro de 1797, em um tumulto criado por alguns revolucionários italianos e franceses, o general francês Mathurin-Léonard Duphot da embaixada francesa foi morto e um novo pretexto foi fornecido para a invasão.
Louis-Alexandre Berthier marchou para Roma, entrou sem oposição em 13 de fevereiro de 1798 e, proclamando uma República Romana, exigiu do papa a renúncia à sua autoridade temporal. Suas ações estavam sob a direção do governo francês, na época o Diretório. Após a recusa do papa, ele foi preso e, em 20 de fevereiro, foi escoltado do Vaticano a Siena e daí até a Certosa, perto de Florença. A declaração de guerra francesa contra Fernando III, grão-duque da Toscana, levou à remoção de Pio, embora a essa altura estivesse mortalmente doente, por Parma, Piacenza, Turim e Grenoble à cidadela de Valence, onde morreu seis semanas depois, em 29 de agosto de 1799. Napoleão não estava diretamente envolvido. Ele estava no Oriente Próximo e só retornou à França em novembro de 1799, onde realizou o golpe de estado de 9 de novembro (18 de brumário).

## O Conclave
Com a perda do Vaticano e do outro poder temporal do papa, os cardeais foram deixados em uma posição notável. Todos foram expulsos da cidade de Roma pelas autoridades francesas de ocupação. Eles foram forçados a realizar o conclave em Veneza. Isto seguiu uma ordenança emitida por Pio VI em 1798, que estabeleceu que quando um conclave não pudesse ser realizado em Roma, seria realizado na cidade com o maior número de cardeais .
O local escolhido para o conclave foi o mosteiro beneditino de San Giorgio, em Veneza, e a votação seria realizada em sua capela noturna. A cidade, juntamente com outras terras do norte da Itália, foi mantida pelo arquiduque da Áustria, cujo governante Francisco II, Sacro Imperador Romano, concordou em arcar com os custos do conclave. Como o Secretário do Colégio de Cardeais não pôde deixar Roma para comparecer, os cardeais elegeram, em uma votação quase unânime, Mons. Ercole Consalvi como Secretário em seu lugar Consalvi seria uma figura influente nas eleições.

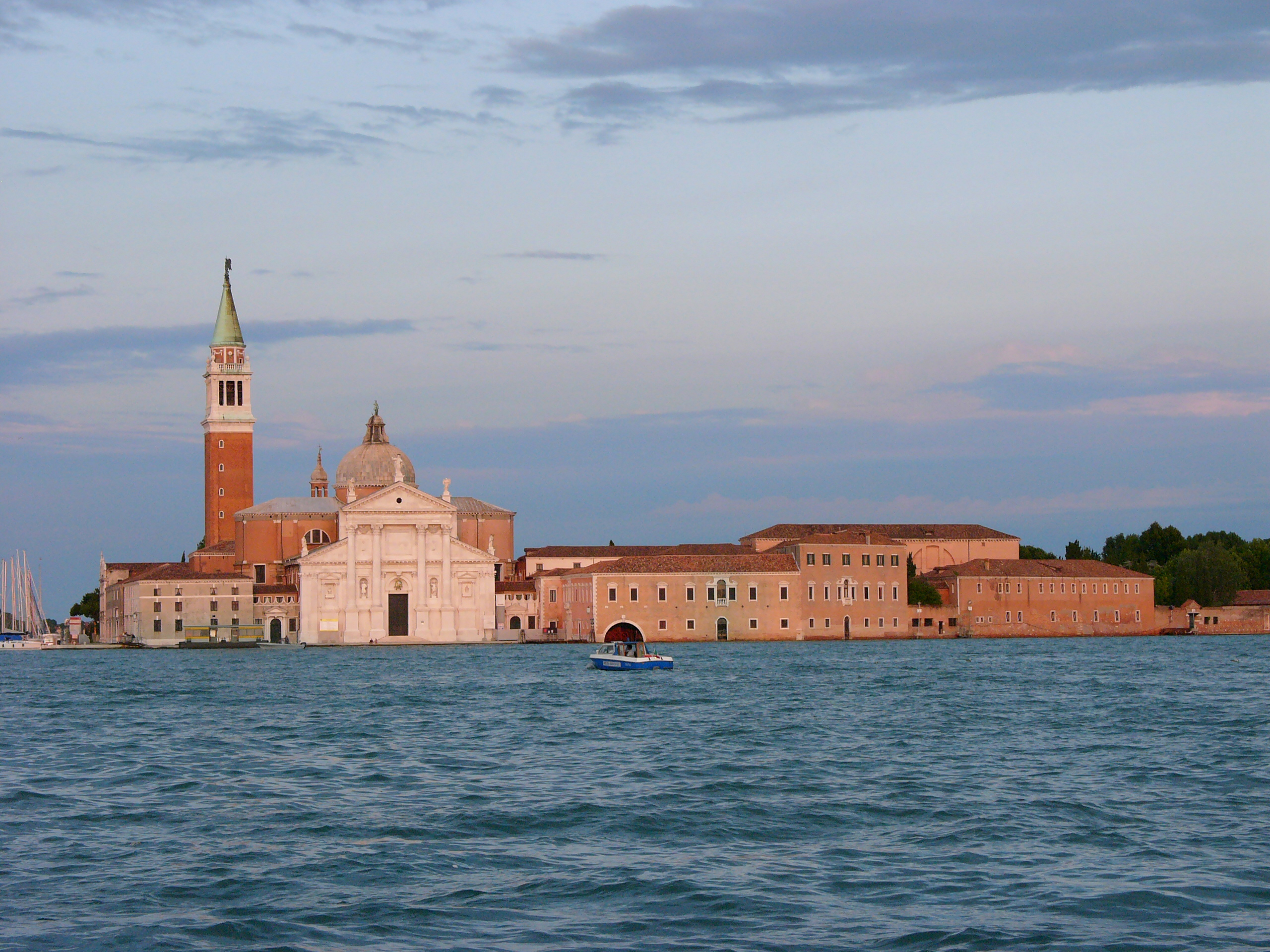
San Giorgio, Veneza: localização do conclave

O conclave começou em 30 de novembro de 1799 e os cardeais reunidos não puderam superar um impasse entre Bellisomi e Mattei até março de 1800. Trinta e quatro cardeais estavam presentes no início, com a aparição tardia no conclave de 10 de dezembro do cardeal Franziskus Herzan von Harras, que também foi o plenipotenciário imperial de Francisco II. Ele assumiu as ordens imperiais, a primeira das quais foi a de eleger o cardeal Alessandro Mattei como papa. Estranhamente, em 28 de dezembro de 1799, o cardeal Herzan ainda não havia apresentado suas credenciais como plenipotenciário imperial ao Colégio de Cardeais e, portanto, não possuía status especial. 
O cardeal Carlo Bellisomi, o bispo de Cesena, parecia um candidato viável (papabil), com cerca de dezoito votos. Sua impopularidade entre a facção austríaca, no entanto, que preferia o cardeal Alessandro Mattei, o arcebispo de Ferrara, sujeitou Bellisomi ao "veto virtual", já que a facção de Mattei possuía números suficientes para negar a Bellisomi uma votação canônica de dois terços. 
O conclave considerava um terceiro candidato possível, o cardeal Hyacinthe Sigismond Gerdil CRSP, mas a Áustria o havia rejeitado antes do início do conclave como muito velho - ele tinha oitenta e dois anos. Como o conclave aconteceu no terceiro mês, o cardeal Maury, que não apoiou Bellisomi nem Mattei, sugeriu Gregorio Barnaba Chiaramonti, OSB Cassin., O bispo de Ímola.
Em meados de fevereiro, Herzan e Maury calcularam independentemente que Chiaramonti tinha cerca de doze apoiadores. Em 11 de março, ocorreu uma conversa franca e privada entre o cardeal Antonelli e o cardeal Herzan, em que cada um admitiu francamente que as candidaturas de Calcagni, Bellisomi, Gerdil, Mattei e Valenti eram fracassos. Durante a conversa, o cardeal Dugnani apareceu e sugeriu que Chiaramonti fosse considerado; muitos apoiadores de Mattei estavam dispostos a ir até ele. Em 12 de março, o agente espanhol, cardeal Francisco Lorenzana, recebeu notícias de Madri de que tinha permissão para excluir formalmente o cardeal Mattei. Era desnecessário fazê-lo, é claro, já que os apoiadores de Bellisomi já haviam lhe dado o veto virtual. Em 14 de março, com o apoio do ativo e influente secretário do Conclave, Consalvi,
Chiaramonti era, na época, o bispo de Ímola na República Subalpina. Ele permaneceu no lugar após a suposição de sua diocese pelo exército de Napoleão Bonaparte em 1797 e fez um discurso famoso no qual afirmou que bons cristãos poderiam fazer bons democratas, discurso descrito como " jacobino " pelo próprio Bonaparte. Embora ele não pudesse salvar a reforma eclesiástica e o confisco sob a nova regra, ele impediu a dissolução da igreja, ao contrário da França.
Devido à sua localização temporária em Veneza, a coroação papal foi apressada. Não tendo tesouros papais à mão, as mulheres nobres da cidade fabricaram a famosa tiara papal-machê. Foi adornado com suas próprias jóias. Chiaramonti foi declarado Papa Pio VII e coroado em 21 de março na igreja do mosteiro de S. Giorgio.

## Um novo papa

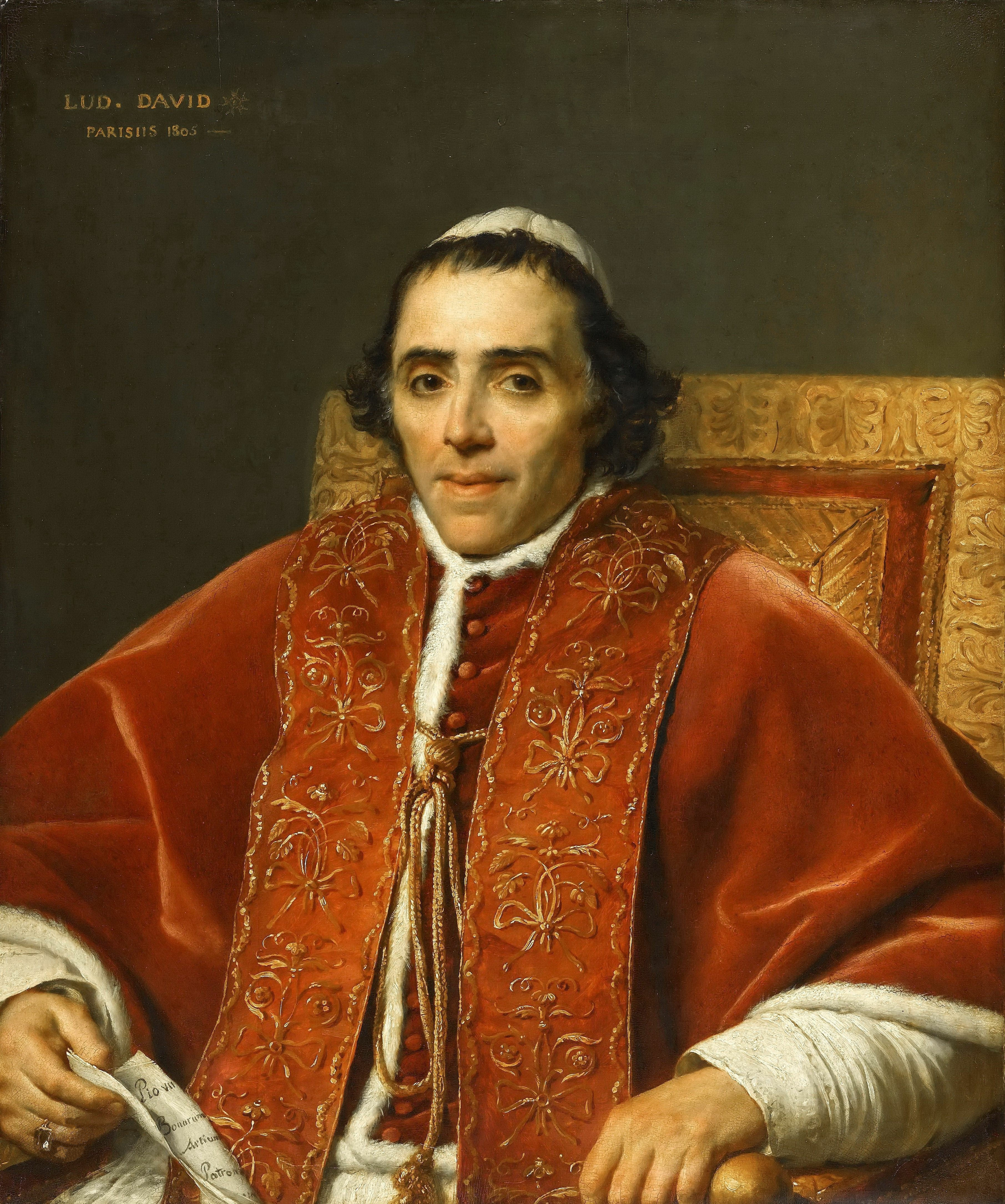
Pio VII por Jacques-Louis David.

Na Batalha de Marengo, em 14 de junho de 1800, os franceses recuperaram o norte da Itália das forças da Áustria. Após essa promoção, Bonaparte decidiu reconhecer o novo Papa e restaurou os Estados Papais às fronteiras estabelecidas em Tolentino.
O novo papa se dirigiu a Roma, onde entrou para o prazer da população em 3 de julho. Temendo novas invasões, decretou que os Estados papais deveriam permanecer neutros entre a Itália napoleônica no norte e o Reino de Nápoles no sul. Na época, este último era governado por Fernando I das Duas Sicílias, membro da Casa de Bourbon.
Ercole Consalvi, secretário do Conclave, foi criado cardeal em 11 de agosto e tornou-se secretário de Estado de Sua Santidade. Em 15 de julho, a França oficialmente reconheceu o catolicismo como sua religião majoritária (não estatal) na Concordata de 1801, e a Igreja recebeu uma medida de liberdade com uma constituição galega do clero. A Concordata reconheceu ainda os Estados papais e o que havia confiscado e vendido durante a ocupação da área. Em 1803, o restabelecimento dos Estados papais foi oficializado pelo Tratado de Lunéville .
Napoleão perseguiu a secularização de terras menores e independentes e, por pressão diplomática, a dissolução do Sacro Império Romano-Germânico (1806). As relações entre a Igreja e o Primeiro Império Francês declinaram após a recusa do Papa em se divorciar Jerónimo Bonaparte e Elizabeth Patterson em 1805. O recém-coroado Imperador dos Franceses reiniciou suas políticas expansionistas e assumiu o controle sobre Ancona, Nápoles (após a Batalha de Austerlitz, fazendo de seu irmão José Bonaparte seu novo monarca), Pontecorvo e Benevento. As mudanças enfureceram o papa e, após sua recusa em aceitá-los, Napoleão, em fevereiro de 1808, exigiu que ele subsidiasse o conflito militar da França com o Reino Unido da Grã-Bretanha e Irlanda. O papa novamente recusou, levando a mais confiscos de territórios como Urbino, Ancona e Macerata. Finalmente, em 1809, em 17 de maio, os estados papais foram formalmente anexados ao Primeiro Império Francês e Pio VII foi levado ao Palácio de Fontainebleau.

## Cardeais Eleitores

### Composição por Consistório
| Concistoro                    | 1799-1800 |
| ----------------------------- | --------- |
| Abril 1747                    | 1         |
| Julho 1747                    | 1         |
| Consistórios de Bento XIV     | 2         |
| Novembro 1761                 | 1         |
| Consistórios de Clemente XIII | 1         |
| Abril 1773                    | 2         |
| Consistórios de Clemente XIV  | 2         |
| Abril 1775                    | 1         |
| Abril 1776                    | 1         |
| Maio 1776                     | 1         |
| Junho 1777                    | 3         |
| Junho 1778                    | 4         |
| Julho 1779                    | 2         |
| Dezembro 1782                 | 1         |
| Setembro 1784                 | 1         |
| Fevereiro 1785                | 7         |
| Dezembro 1786                 | 1         |
| Janeiro 1787                  | 1         |
| Abril 1788                    | 1         |
| Março 1789                    | 6         |
| Agosto 1789                   | 1         |
| Setembro 1791                 | 1         |
| Junho 1792                    | 1         |
| Fevereiro 1794                | 7         |
| Junho 1795                    | 1         |
| Consistórios de Pio VI        | 40        |
| Total                         | 45        |

| Criado por                 | Cardeais | Por Cento |
| -------------------------- | -------- | --------- |
| Papa Bento XIV (BXIV)      | 02       | 4,44 %    |
| Papa Clemente XIII (CXIII) | 01       | 2,22 %    |
| Papa Clemente XIV (CXIV)   | 02       | 4,44 %    |
| Papa Pio VI (PVI)          | 040      | 88,89 %   |
| Total                      | 45       | 100 %     |

## Cardeais Eleitores

### Cardeais Bispos
| Nº | Nome                     | Consistório | Papa |
| -- | ------------------------ | ----------- | ---- |
| 1  | Gian Francesco Albani    | Abril 1747  | BXIV |
| 2  | Henrique Benedito Stuart | Julho 1747  | BXIV |
| 3  | Leonardo Antonelli       | Abril 1775  | PVI  |
| 4  | Luigi Valenti Gonzaga    | Abril 1776  | PVI  |

### Cardeais Presbíteros
| Nº | Nome                                    | Consistório    | Papa |
| -- | --------------------------------------- | -------------- | ---- |
| 5  | Francesco Carafa della Spina di Traetto | Abril 1773     | CXIV |
| 6  | Francesco Saverio de Zelada             | Abril 1773     | CXIV |
| 7  | Guido Calcagnini                        | Maio 1776      | PVI  |
| 8  | Bernardino Honorati                     | Junho 1777     | PVI  |
| 9  | Andrea Gioannetti, O.S.B.Cam.           | Junho 1777     | PVI  |
| 10 | Hyacinthe Sigismond Gerdil, B.          | Junho 1777     | PVI  |
| 11 | Carlo Giuseppe Filippa della Martiniana | Junho 1778     | PVI  |
| 12 | František Herzan von Harras             | Julho 1779     | PVI  |
| 13 | Alessandro Mattei                       | Julho 1779     | PVI  |
| 14 | Giovanni Andrea Archetti                | Setembro 1784  | PVI  |
| 15 | Giuseppe Maria Doria Pamphilj           | Fevereiro 1785 | PVI  |
| 16 | Gregório Chiaramonti, O.S.B.            | Fevereiro 1785 | PVI  |
| 17 | Carlo Bellisomi                         | Fevereiro 1785 | PVI  |
| 18 | Francisco Antonio de Lorenzana y Butrón | Março 1789     | PVI  |
| 19 | Ignazio Busca                           | Março 1789     | PVI  |
| 20 | Stefano Borgia                          | Março 1789     | PVI  |
| 21 | Giovanni Battista Caprara               | Junho 1792     | PVI  |
| 22 | Antonio Dugnani                         | Fevereiro 1794 | PVI  |
| 23 | Ippolito Antonio Vincenti Mareri        | Fevereiro 1794 | PVI  |
| 24 | Jean-Siffrein Maury                     | Fevereiro 1794 | PVI  |
| 25 | Giovanni Battista Bussi de Pretis       | Fevereiro 1794 | PVI  |
| 26 | Francesco Maria Pignatelli              | Fevereiro 1794 | PVI  |
| 27 | Aurelio Roverella                       | Fevereiro 1794 | PVI  |
| 28 | Giulio Maria della Somaglia             | Junho 1795     | PVI  |

### Cardeais Diáconos
| Nº | Nome                         | Consistório    | Papa |
| -- | ---------------------------- | -------------- | ---- |
| 29 | Antonio Maria Doria Pamphilj | Fevereiro 1785 | PVI  |
| 30 | Romoaldo Braschi-Onesti      | Dezembro 1786  | PVI  |
| 31 | Filippo Carandini            | Janeiro 1787   | PVI  |
| 32 | Ludovico Flangini            | Agosto 1789    | PVI  |
| 33 | Fabrizio Ruffo               | Setembro 1791  | PVI  |
| 34 | Giovanni Rinucci             | Fevereiro 1794 | PVI  |

## Ausentes

### Cardeais Presbíteros
| Nº | Nome                                      | Consistório    | Papa  |
| -- | ----------------------------------------- | -------------- | ----- |
| 1  | Christoph Anton von Migazzi               | Novembro 1761  | CXIII |
| 2  | Dominique de La Rochefoucald              | Junho 1778     | PVI   |
| 3  | Johann Heinrich von Frankenberg           | Junho 1778     | PVI   |
| 4  | Louis-René-Édouard de Rohan-Guéménée      | Junho 1778     | PVI   |
| 5  | Giuseppe Maria Capece Zurlo, C.R.         | Dezembro 1782  | PVI   |
| 6  | Vincenzo Ranuzzi                          | Fevereiro 1785 | PVI   |
| 7  | Muzio Gallo                               | Fevereiro 1785 | PVI   |
| 8  | Carlo Livizzani Forni                     | Fevereiro 1785 | PVI   |
| 9  | José Francisco Miguel António de Mendonça | Abril 1788     | PVI   |
| 10 | Antonino de Sentmenat y Castellá          | Março 1789     | PVI   |
| 11 | Louis-Joseph de Montmorency-Laval         | Março 1789     | PVI   |